# دومينيك بال
دومينيك بال (بالإنجليزية: Dominic Ball)‏ (2 أغسطس 1995 في المملكة المتحدة - ) هو لاعب كرة قدم بريطاني في مركز الدفاع. شارك مع منتخب أيرلندا الشمالية تحت 16 سنة لكرة القدم ومنتخب أيرلندا الشمالية تحت 17 سنة لكرة القدم ومنتخب إنجلترا تحت 19 سنة لكرة القدم ومنتخب أيرلندا الشمالية تحت 19 سنة لكرة القدم ومنتخب إنجلترا تحت 20 سنة لكرة القدم ومنتخب أيرلندا الشمالية تحت 21 سنة لكرة القدم. أما مع النوادي، فقد لعب مع توتنهام هوتسبير وكامبريدج يونايتد ونادي رينجرز.

## وصلات خارجية
- دومينيك بال على موقع الاتحاد الأوربي (الإنجليزية)
- دومينيك بال على موقع قاعدة بيانات كرة القدم.إي يو (الإنجليزية)
- دومينيك بال على موقع Soccerbase.com (لاعب) (الإنجليزية)
- دومينيك بال على موقع Soccerway.com (الإنجليزية)
- دومينيك بال على موقع عالم كرة القدم.نت (الإنجليزية)
- دومينيك بال على موقع AS.com (الإسبانية)